# Amiral général (croiseur, 1873)
Pour les articles homonymes, voir Amiral général.
L’Amiral général (en russe : Генерал-Адмирал) est un croiseur construit pour la Marine impériale russe. Ce navire fut considéré comme le premier croiseur cuirassé de la Russie impériale. 
En raison de sa faible vitesse comme son sister-ship de la classe Amiral général, le Duc d'Édimbourg, il ne représenta aucune menace pour la suprématie des mers de la Royal Navy. Les Anglais comme les Français possédaient des navires blindés plus rapides et plus puissants. Néanmoins, le Royaume-Uni répondit aux Russes en construisant le HMS Shannon et deux navires de la classe Nelson : le HMS Northampton et le HMS Nelson. Le Amiral général fut construit sous la supervision du lieutenant-général de l'Amirauté Nikolaï Kouteïnikov (1845-1906)

## Historique
Dans la décennie de 1860, le vice-amiral Andreï Alexandrovitch Popov (1821-1892) eut l'idée de lancer un croiseur blindé. Le vice-amiral russe, les architectes navals I.M. Dmitriev et N. Kouteïnikov développèrent ce projet. En 1870, deux navires furent construits : l’Amiral général et l’Alexandre Nevski, plus tard le Duc d'Édimbourg.

### Carrière dans la Marine impériale de Russie
En 1892, l’Amiral général est pourvu de nouvelles machines. En 1909, ce bâtiment de guerre fut reconverti en mouilleur de mines et prit le nom de Narova (Нарова). Dans les dernières années de sa carrière dans la Marine impériale de Russie, le navire fut utilisé comme navire entrepôt.

## Carrière dans la Marine soviétique
Après la Révolution russe, il prit le nom de 25 octobre (25 Oktiabrya - 25 Октября). Il est rayé des effectifs de la Marine soviétique en 1938. Sa carrière dans la Marine eut une durée de quarante ans.

### Sources et bibliographie
- Roger Chesneau, Eugene M. Kolesnik, NJM Campbell, Conway's All the World's Fighting Ships 1860-1905, 1979,  (ISBN 0-8317-0302-4)